# アモン・アマース

バンド ロゴ

アモン・アマース (Amon Amarth)は、スウェーデン出身のメロディックデスメタル・バンド。
デスメタルの中にフォークメタルやヴァイキングメタルを思わせる雄々しいメロディーを取り込んだ曲が特徴である。北欧神話やヴァイキングについて歌う曲が多い。

## 略歴
1988年に結成されたグラインドコアバンド、スカム(Scum)が前身。Scumは1991年にPaul "Themgoroth" Mäkitalo(Vo)、Olavi Mikkonen(Gt)、Ted Lundström(Ba)のラインナップで『Demo 1』をセルフリリースしている。ヨハン・ヘッグが加入すると音楽性はグラインドコアから、デスメタルの要素やヴァイキング・メタルの要素が濃く出たメロディックデスメタルへと変化する。
1992年には、バンド名をスカムから、アモン・アマースへと変える。1993年にアモン・アマースとしては初のデモアルバム、『Thor Arise』をリリースする。1994年に2枚目のデモアルバム、『The Arrival of the Fimbul Winter』をリリースする。1996年にパルヴァライズド・レコードと契約し、プロとして初のMCD、『Sorrow Throughout the Nine Worlds』をリリース、6000枚を売り上げる。
1998年にはパルヴァライズド・レコードから、大手メタルレーベルのメタル・ブレイド・レコーズへと移籍し、『ワンス・セント・フロム・ザ・ゴールデン・ホール』をリリース。このアルバムで彼らの名前は世界的に知られるようになった。
2010年、日本のヘヴィメタルフェスティバル『LOUD PARK 10』出演にて初来日。2012年にも来日公演を開催した。
2015年、フレドリック・アンデション (Ds)が脱退
。翌2016年に、後任ヨッケ・ワルグレンの加入が発表された。10thアルバム『Jomsviking』より「ソニー・ミュージックエンタテインメント・ジャーマニー」に移籍。

## 備考
- ライブではヴァイキングの格好をした男が数人表れ、男たちが戦いを始める。
- ヨーロッパなどでは知名度、人気とも高い。

## メンバー

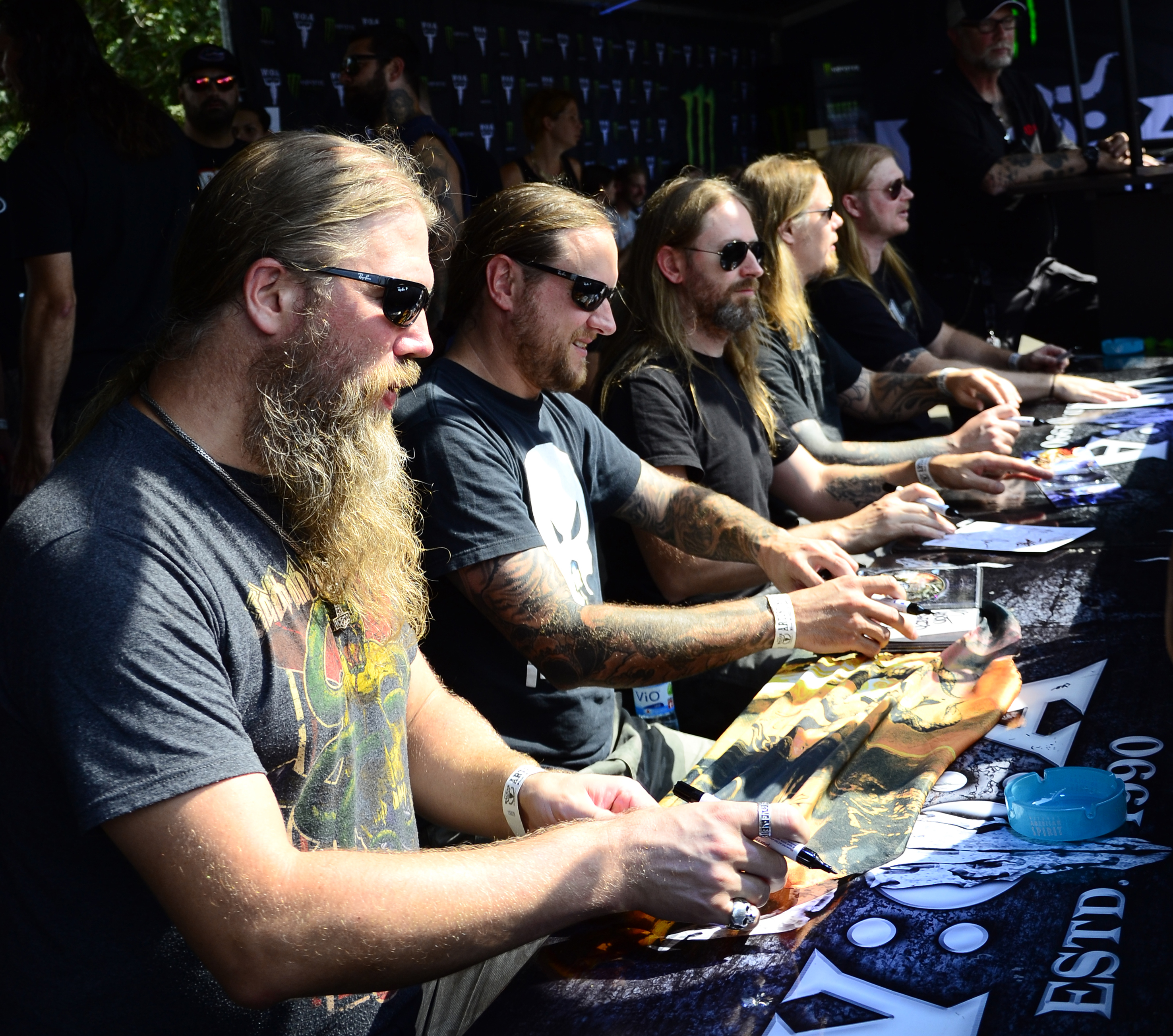
2014年のグループショット

### 現ラインナップ
- Vo:ヨハン・ヘッグ (Johan Hegg) (1992-)
1973年4月29日生まれ。Scum時代にバンドに加入。無宗教者であり、彼の両親も無宗教者である。
- Gt:オラビ・ミッコネン (Olavi Mikkonen) (1988-)
- Gt:ヨハン・セーデルベリ (Johan Söderberg) (1998-)
- Ba:テッド・ランドストローム (Ted Lundström) (1988-)
1974年4月16日生まれ。1991年から1993年までEternal Oathにも参加していた。
- Dr:ヨッケ・ワルグレン (Jocke Wallgren) (2016-)

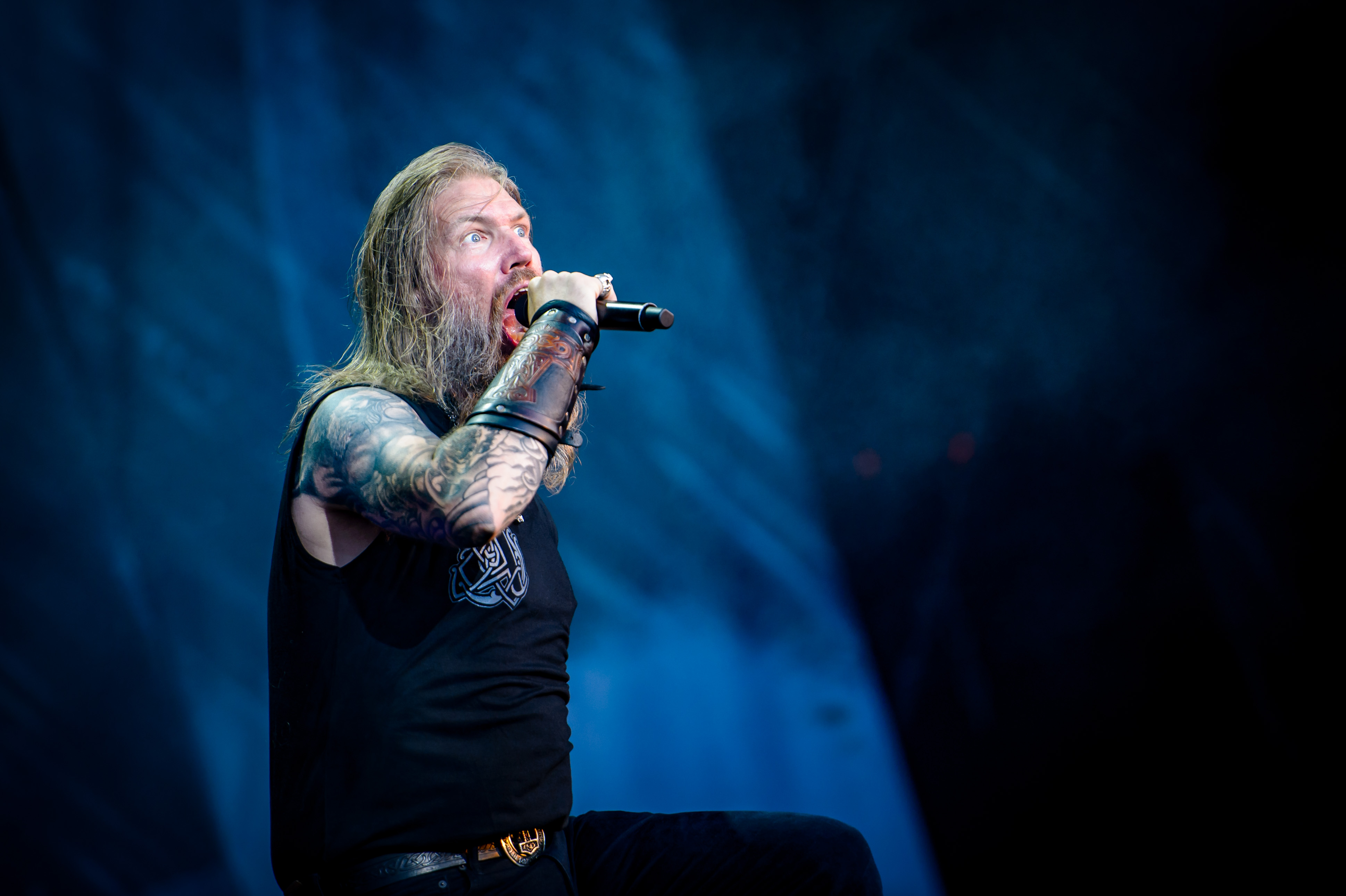
ヨハン・ヘッグ(Vo) 2017年
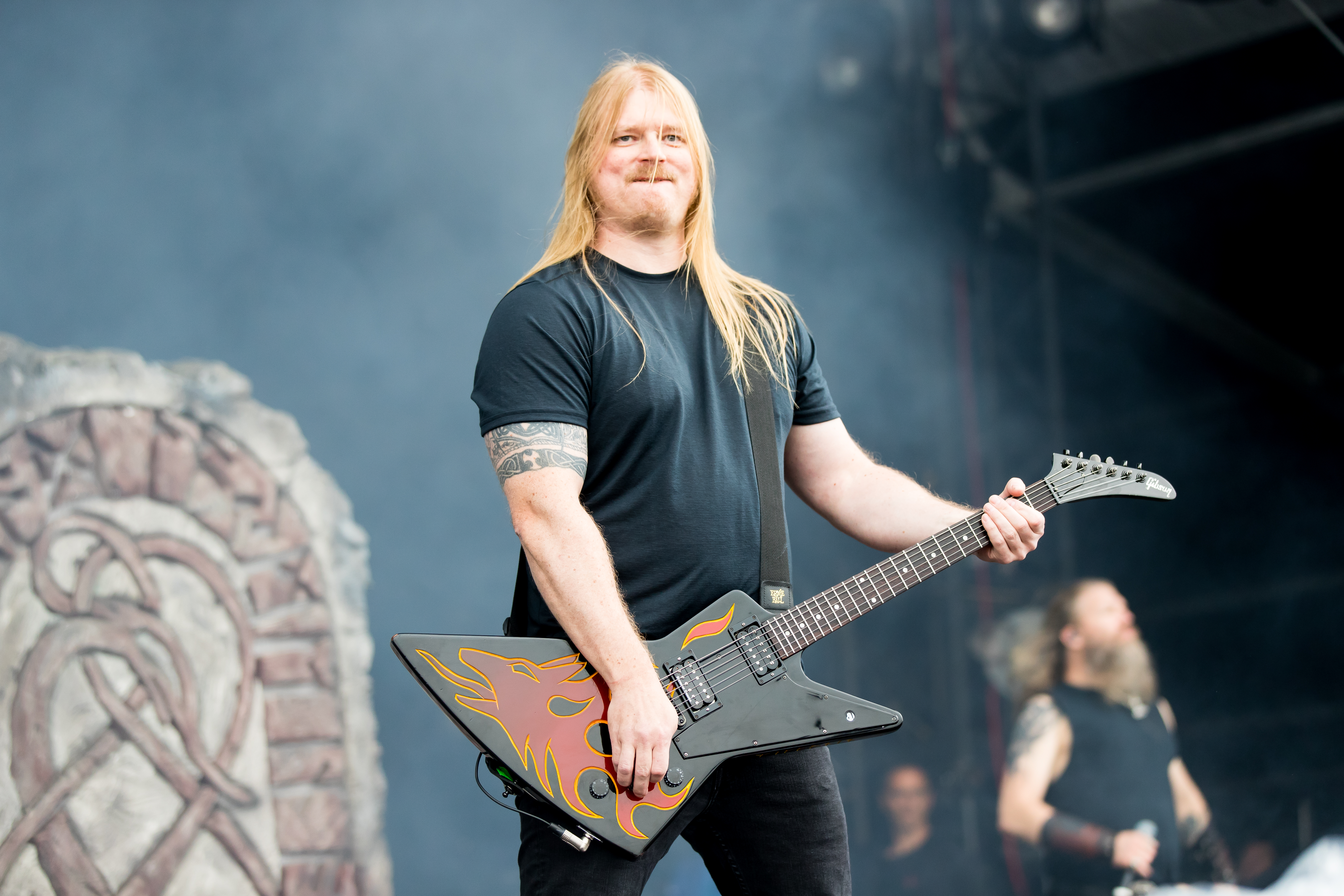
オラビ・ミッコネン(G) 2016年
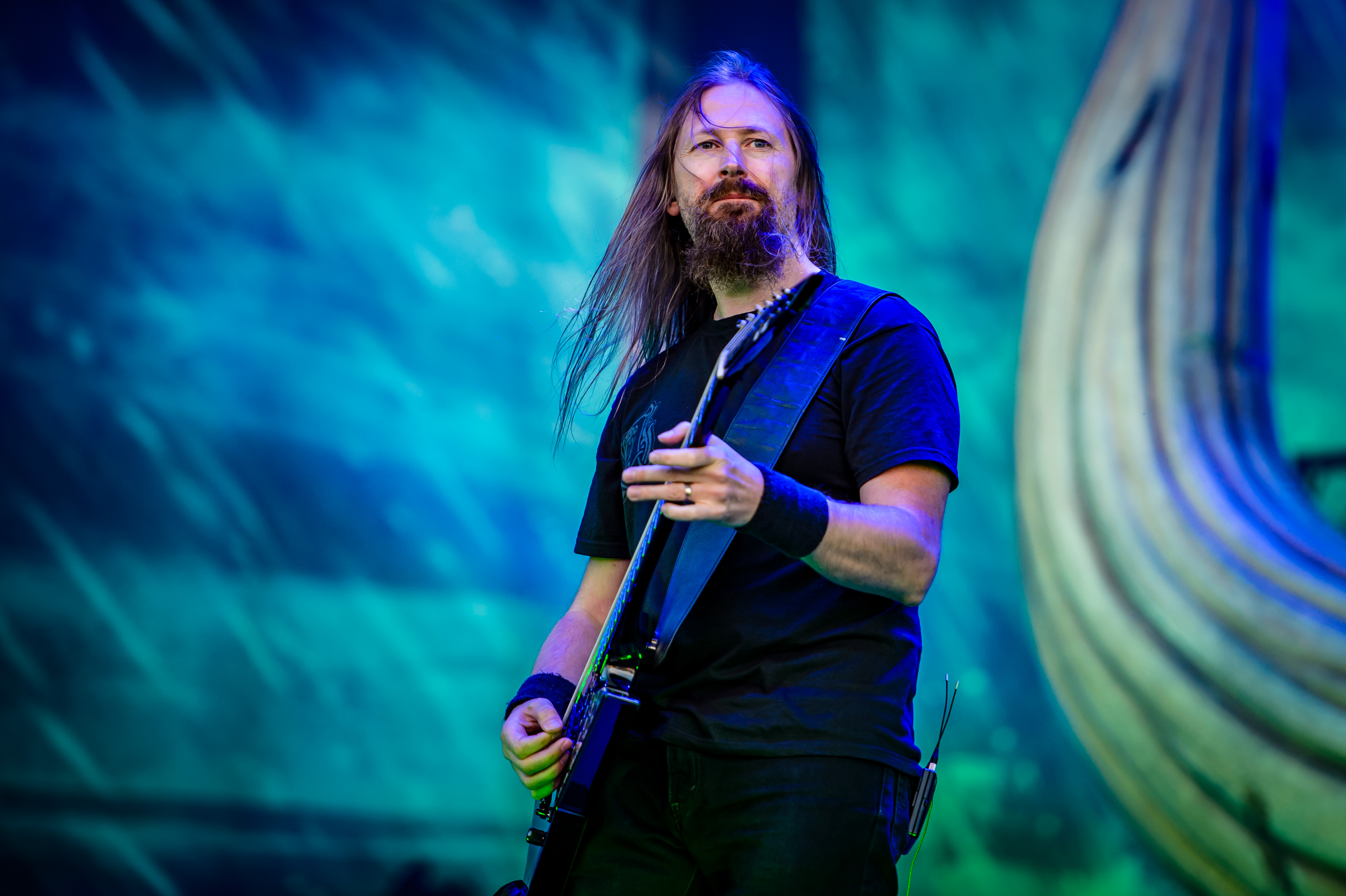
ヨハン・セーデルベリ(G) 2017年
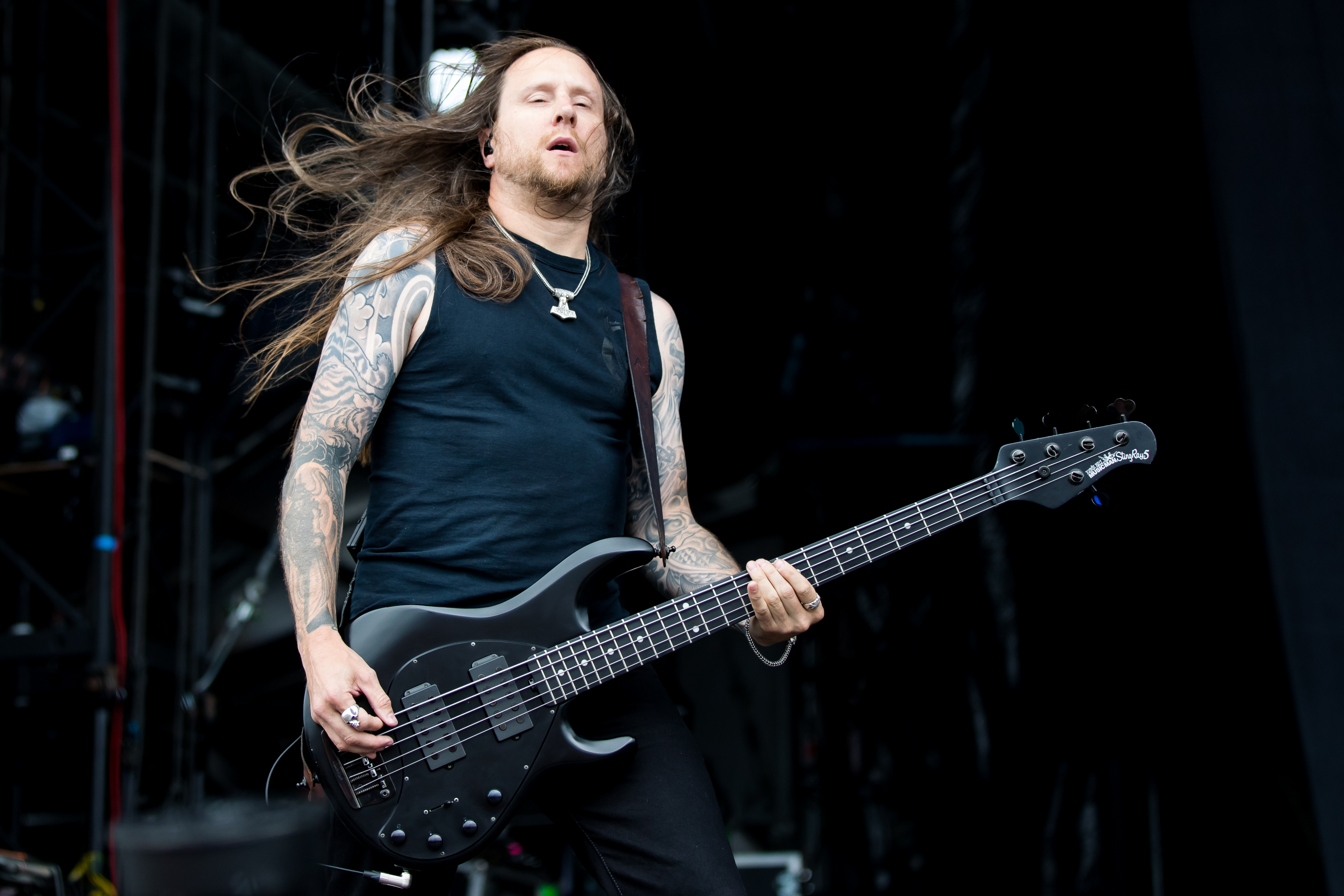
テッド・ランドストローム(B) 2016年
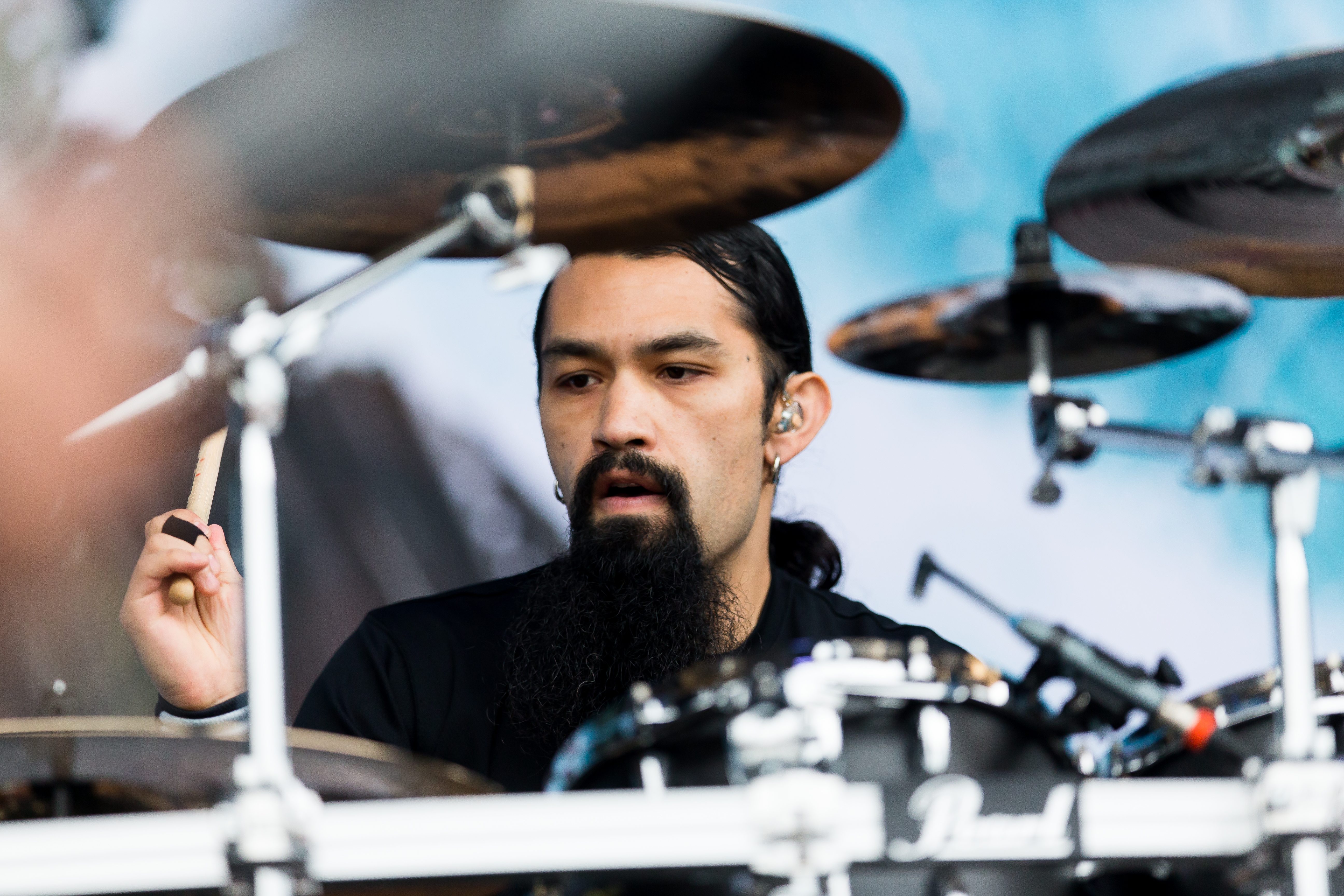
ヨッケ・ワルグレン(Ds) 2016年

### 旧メンバー

#### アモン・アマース時代
- Gt:アンデシュ・ハンソン (Anders Hansson) (1988-1998)
- Dr:ニコ・カウキネン (Nico Kaukinen) (1988-1996)
- Dr:マーティン・ロペス (Martin Lopez) (1996-1998)
- Dr:フレドリック・アンデション (Fredrik Andersson) (1998-2015)
ディス・エンディングでも活動している。

#### スカム(Scum)時代
- Vo:ポール・マキタロ (Paul "Themgoroth" Mäkitalo) (1988-1991)
スカム時代のヴォーカリスト。Dark Funeral、Infernal、Passiveなどに所属。現在はNailstate、Obscuratumに所属。
- Gt:ヴェサ・メリライネン (Vesa Meriläinen) (1988-1992)
- Ba:ペトリ・タルヴァイネン (Petri Tarvainen) (1991)

## ディスコグラフィ

### アルバム
- 1998年 ワンス・セント・フロム・ザ・ゴールデン・ホール (Once Sent from the Golden Hall)
- 1999年 ジ・アヴェンジャー (The Avenger)
- 2001年 ザ・クラッシャー (The Crusher)
- 2002年 ヴァーサス・ザ・ワールド (Versus the World)
- 2004年 フェイト・オブ・ノーンズ (Fate of Norns)
- 2006年 ウィズ・オーディン・オン・アワ・サイド (With Oden On Our Side)

収録曲Runes to My MemoryはゲームSaints Row: The Thirdに使用されている。
- 2008年 トワイライト・オブ・ザ・サンダー・ゴッド (Twilight Of The Thunder God)

チルドレン・オブ・ボドム(当時)のローペ・ラトヴァラがタイトルトラックの「Twilight of the Thunder God」でゲストとして、ギターソロを弾いている。また、チェロ・メタルバンドのアポカリプティカが、「Live For Kill」でチェロを演奏し、エントゥームドのL-G・ペトロフが「Guardians of Asgaard」で歌っている。
- 2011年 焔の巨人スルト襲来   (Surtur Rising)
- 2013年 ディシーバー・オブ・ザ・ゴッズ   (Deceiver Of The Gods)
- 2016年 ヨムスヴァイキング (Jomsviking)
- 2019年 ベルセルク (Berserker）
- 2022年 ザ・グレート・ヒーザン・アーミー（The Great Heathen Army）

### EP/ミニ・アルバム
- 1996年 Sorrow Throughout the Nine Worlds

コンピレーション
- 2010年 グレイテスト・ヒッツ  -日出国へ捧ぐ-   (Hymns to The Rising Sun)

### Scum名義
- 1991年 Demo 1
- 1993年 Thor Arise
- 1994年 The Arrival of the Fimbul Winter

### 映像作品
- 2006年 Wrath of the Norsemen

## 日本公演
- 2010年 LOUD PARK 10
- 2012年
- 2014年 KNOTFEST 14
- 2018年 SABATON special guest